# Bitwa pod Montlhéry
Bitwa pod Montlhéry – nierozstrzygnięte starcie zbrojne, które miało miejsce 16 lipca 1465 roku pomiędzy wojskami króla Francji Ludwika XI a oddziałami burgundzkimi pod wodzą Karola Śmiałego, hrabiego Charolais, który przystąpił do Ligi Dobra Publicznego, koalicji wielkich panów feudalnych, zbuntowanych przeciw królowi. Do bitwy doszło koło wsi Montlhéry w regionie Île-de-France, położonej około 25 kilometrów na południe od Paryża.
Wystąpienie ligi rozpoczęło się w marcu 1465 roku, pod hasłami ukrócenia naruszania praw i zniesienia zbyt wysokich podatków. Jednak jej główną przyczyną było niezadowolenie możnowładców z polityki Ludwika XI, prowadzącej do ograniczenia ich wpływów. W kwietniu król podjął próbę rozbicia części sił buntowników pod wodzą księcia Bourbon, jednak na przełomie czerwca i lipca musiał szybko przerzucić swoje siły w stronę Paryża, któremu zagrażały oddziały burgundzkie. Stojący na ich czele Charolais zamierzał połączyć siły z innymi członkami ligi, przede wszystkim księciem Bretanii, Franciszkiem II. Król pragnął dotrzeć do stolicy nim to nastąpi i zdecydował się na ryzyko stoczenia bitwy z samymi Burgundczykami, mimo tego, że wskutek forsownego marszu część jego oddziałów została z tyłu, a Charolais miał przewagę liczebną.
W trakcie bitwy prawe skrzydło wojsk królewskich rozbiło lewą flankę Burgundczyków, zaś centrum pod osobistą wodzą króla odniosło podobny sukces nad centrum przeciwnika. Jednak liczniejsze oddziały burgundzkie nie uciekły z pola walki, a szanse na pełne zwycięstwo monarchy przekreśliło wycofanie się jego lewego skrzydła pod wodzą Karola hrabiego du Maine. Pozostałe siły króla musiały stawić opór kontratakującym Burgundczykom z ich centrum i prawego skrzydła. Walka była zaciekła i ostatecznie nie przyniosła rozstrzygnięcia. Oddziały burgundzkie wycofały się do obozu, zaś armia Ludwika XI na pozycje wyjściowe, po czym wieczorem 16 lipca ruszyła inną drogą w stronę Paryża. Obie strony poniosły wysokie straty w tym starciu.

## Tło historyczne

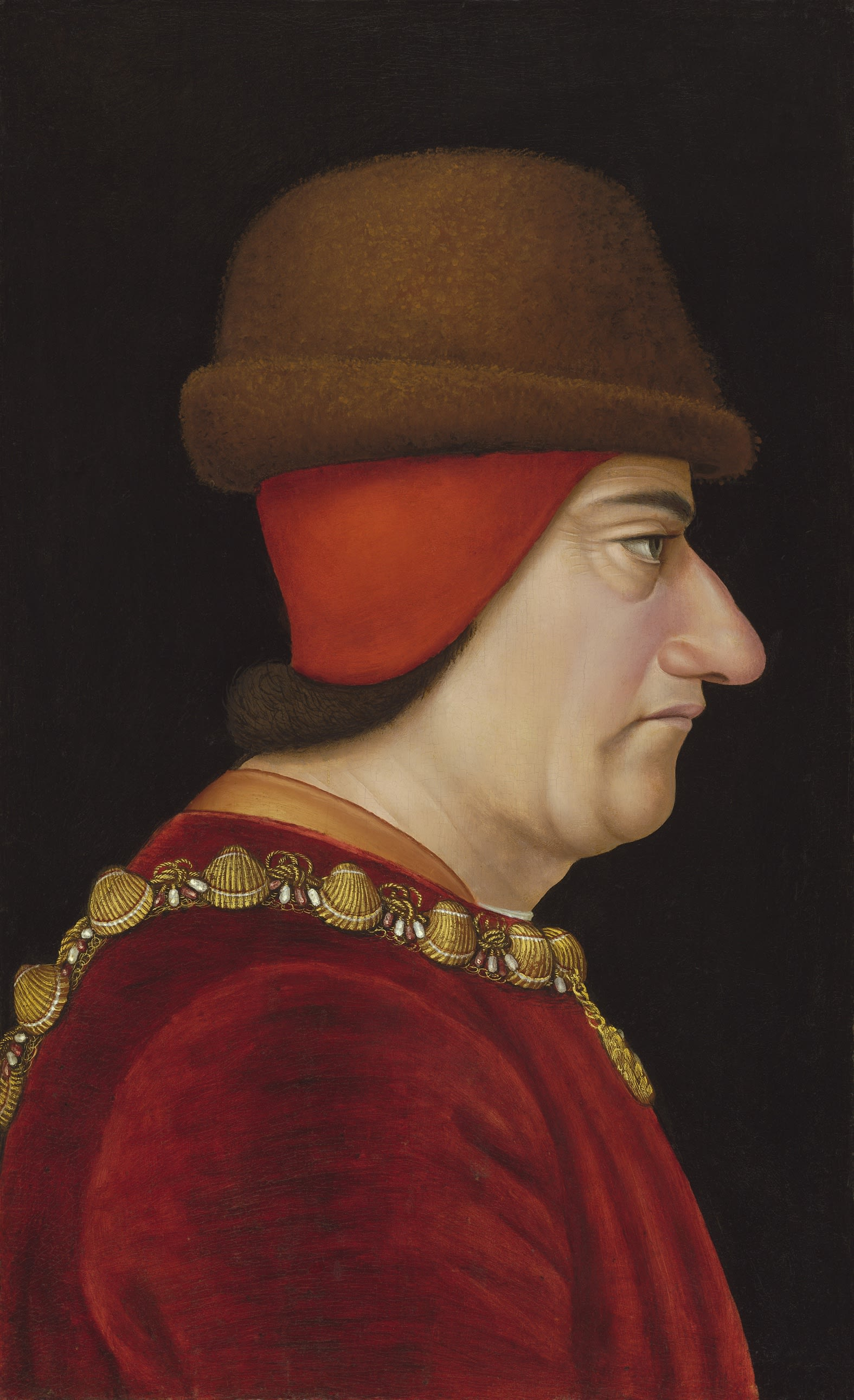
Ludwik XI, portret z około 1469 roku

Na początku panowania Ludwika XI jego relacje z książętami krwi i innymi wielkimi możnowładcami układały się dobrze, szczególnie gdy otrzymali od króla liczne nadania i inne dowody łaski. Stosunkowo szybko pojawiły się jednak napięcia, monarcha zraził do siebie wiele osób, zarówno spośród szlachty, jak i duchownych – przegnał lub uwięził doradców swego ojca, wzbudził niezadowolenie wielkich panów, zarówno swoim stosunkowo prostym trybem życia (w ich odczuciu zbyt mało królewskim) i obrażeniem kilku spośród nich, jak również ograniczaniem wpływów możnowładców. Ludwik XI podjął szereg działań, które miały umocnić jego władzę w państwie, czy powiększyć terytorium domeny królewskiej.
W marcu 1465 roku impulsem do rozpoczęcia otwartego buntu stała się ucieczka z dworu królewskiego brata i następcy tronu, Karola księcia Berry. To on stał się formalnym przywódcą niezadowolonych, którzy utworzyli Ligę Dobra Publicznego, głosząc konieczność ukrócenia naruszania praw i zniesienia zbyt wysokich podatków, na które pozwalał król. W rzeczywistości pod hasłami obrony dobra publicznego kryła się przede wszystkim chęć możnowładców do zdobycia większych wpływów w państwie.
Gdy bunt się rozpoczął, monarcha przebywał w Poitiers, gdzie zaczął gromadzić swoich stronników i wojsko, wysyłając stamtąd rozkazy do innych części państwa. Następnie przeniósł się do położonego bardziej na północ Thouars, gdzie 16 marca wydał swój manifest, będący publiczną odpowiedzią na zarzuty z deklaracji ligi. 26 marca zajął Saumur, kontynuując przygotowania do walki. 17 kwietnia opuścił to miasto i osobiście poprowadził swoją armię, liczącą około 11 000 ludzi, na prowincję Bourbonnais. Planował pokonać siły księcia Bourbon, który był jednym z przywódców ligi, nim dołączą do niego inni zbuntowani możnowładcy. W trakcie tych działań do wojsk królewskich miały dołączyć oddziały z Langwedocji i Delfinatu. Pozostałą część swoich ludzi Ludwik zostawił pod dowództwem wuja, Karola hrabiego du Maine, by blokowała armię księcia Bretanii, Franciszka II. Posiłki przesłał także do Pikardii, zagrożonej atakiem z Burgundii sił Karola hrabiego Charolais, syna i następcy księcia Filipa Dobrego.
Działania przeciw Bourbonowi nie przebiegły jednak po myśli króla, bowiem w końcu maja doszły do niego informacje z północy kraju, dotyczące ruchów wojsk burgundzkich. Wedle tych przekazów, hrabia Charolais miał zamiar zająć nie tylko Pikardię, lecz ruszyć w stronę Paryża i połączyć swoje siły z resztą buntowników. To zagrożenie wymuszało jak najszybsze zakończenie działań w Bourbonnais, tym bardziej że 6 czerwca Burgundczycy przekroczyli Sommę i pomaszerowali w stronę stolicy. Ludwik XI nakazał wzmocnić jej obronę i rozpoczął negocjacje z Bourbonem oraz dwoma innymi członkami ligi, księciem Nemours oraz hrabią Armagnac. Przerywane i przewlekane zakończyły się dopiero 23 i 30 czerwca, podpisaniem układów rozejmowych, które jednak nie okazały się trwałymi porozumieniami. Na szczęście dla króla marsz wojsk burgundzkich przebiegał wolno i zajął dużo czasu.

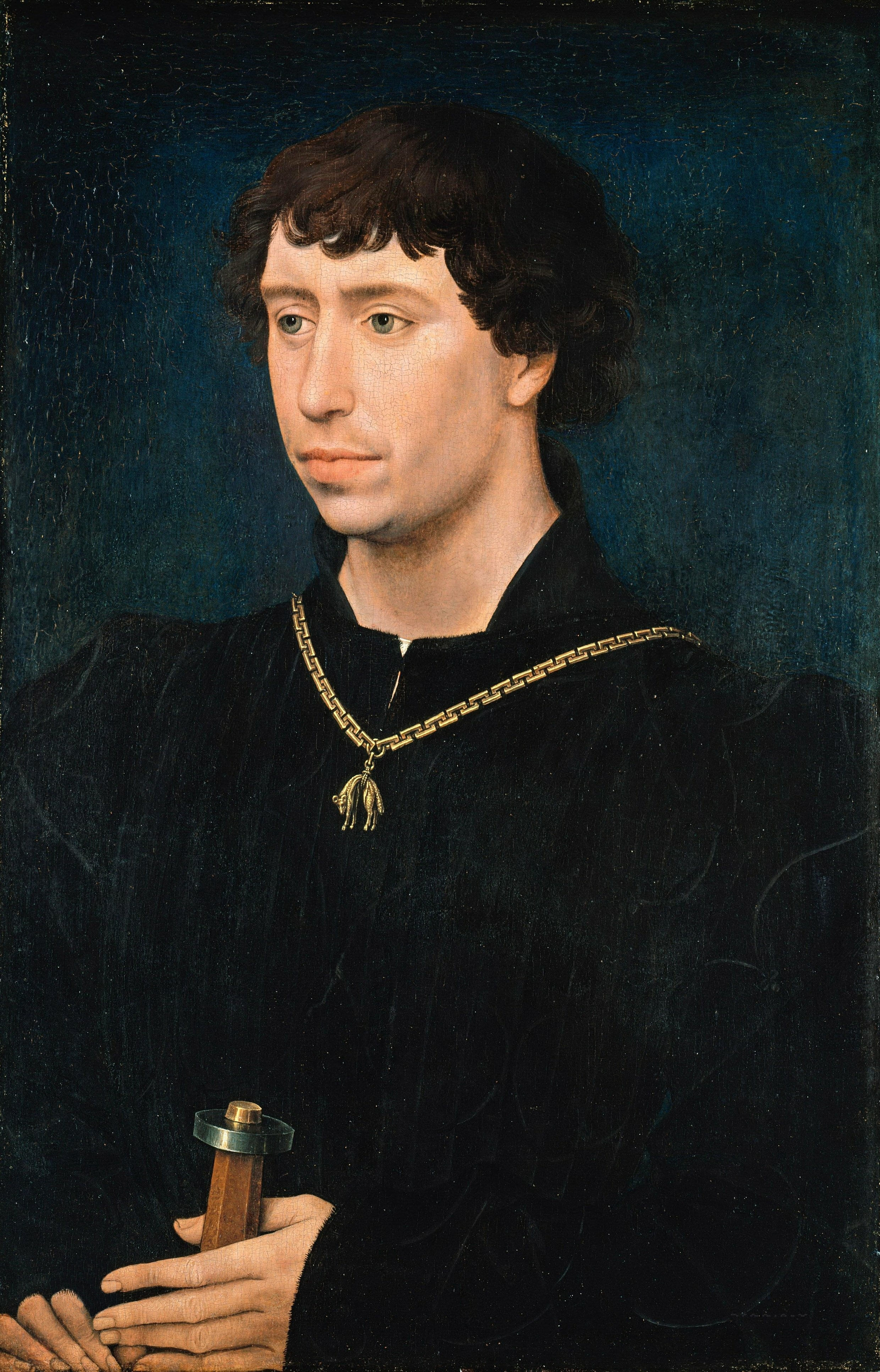
Karol hrabia Charolais, portret z około 1454 roku

Oddziały króla musiały przemieszczać się w szybkim tempie, tocząc pomniejsze starcia z siłami ligi, na północ, w stronę Orleanu. Idąca na czele jazda z lżejszą artylerią dotarły 11 lipca do Beaugency. Stolica była już od kilku dni zagrożona: 5 lipca pod jej murami stanęły wojska burgundzkie Karola Charolais. Podjęły ostrzał miasta i dwa szturmy, które zostały odparte. Po pięciu dniach Burgundczycy opanowali jednak most na Sekwanie w Saint-Cloud (na zachód od Paryża), co umożliwiło im ruszenie naprzeciw siłom króla, jak i innym oddziałom ligi, przede wszystkim bretońskiej armii, która wedle pierwotnych ustaleń miała jeszcze 24 czerwca dotrzeć pod Paryż. 12 i 13 lipca, kiedy Ludwik XI przeprawiał swoje siły przez Loarę w Beaugency i Orleanie, jego sytuacja była zła. Bretończycy, których nie powstrzymały siły Maine’a, sforsowali rzekę w Ponts-de-Cé, po czym zajęli Vendôme, a następnie Châteaudun, zagrażając królowi z flanki, mając przy tym możliwość szybszego połączenia się z Burgundczykami. Ponadto z innych stron zbliżały się kolejne siły ligi: ze wschodu księcia Jana Andegaweńskiego, z południowego wschodu wydzielona część oddziałów burgundzkich, a od południa ludzie Bourbona, Armagnaca i Nemoursa. W tej sytuacji Ludwik XI nie mógł zatrzymać swoich wojsk na dłuższy wypoczynek, ani czekać na znajdujące się z tyłu oddziały piechoty, artylerię i posiłki z Langwedocji. Cały 14 lipca spędził w marszu, docierając do Etampes (odległego o około 80 kilometrów od Orleanu). Nocą przybyły tam też siły Maine’a.
Oddziały królewskie znacznie wyprzedziły Bretończyków, którzy z ociąganiem ruszyli z Châteaudun. Natomiast Burgundczycy spod Paryża przesunęli się o kilka kilometrów na południe, blokując drogę do stolicy. Charolais, zachęcony przez podkomendnych, ruszył naprzeciw sił króla, bowiem zdał sobie sprawę, że połączenie z armią bretońską może nie dojść do skutku. Mimo że większość artylerii i poważna część piechoty została z tyłu, Ludwik postanowił stoczyć walną bitwę z Burgundczykami. Podczas narady 15 lipca, przeciw temu pomysłowi wystąpił hrabia Maine, stawiając na unikanie starcia i zabiegi o układy z buntownikami. Większość dowódców poparła jednak zdanie Pierre’a de Brézé, wielkiego seneszala Normandii, który opowiedział się za pomysłem monarchy i podjęciem walki. Późnym popołudniem oddziały króla ruszyły w dalszą drogę do Paryża, przesłano tam też rozkaz, by w przypadku bitwy, załoga uderzyła na tyły przeciwnika. W tym czasie główne siły hrabiego Charolais obozowały w okolicy Longjumeau, zaś ich straż przednia zajęła wioskę Montlhéry, położoną mniej więcej w połowie drogi z Etampes do stolicy, jednak załoga pobliskiego zamku opowiedziała się po stronie monarchy.

## Bitwa

### Miejsce
Po noclegu w Etrechy Ludwik XI wznowił marsz 16 lipca, jeszcze przed wschodem słońca. W jego trakcie, w Arpajon, doszło do połączenia z siłami Maine’a. Zwiadowcy donieśli o formowaniu szyku bojowego przez Burgundczyków, jakieś 1,5 kilometra na północ od Montlhéry. Przed ostatnią naradą de Brézé zasugerował Ludwikowi, by zaczekać z bitwą przynajmniej jeden dzień, tak aby żołnierze dobrze wypoczęli, dołączyły siły zostawione z tyłu, a załoga paryska lepiej przygotowała się do wypadu. Król podejrzliwie zareagował na ten pomysł, który nie został przyjęty. W trakcie narady podjęto ostatnie decyzje dotyczące porządku marszowego i ustawienia wojsk do bitwy. Przedpołudniem tego samego dnia oddziały Ludwika XI dotarły do zamku Montlhéry. Warownia wznosiła się na wierzchołku grzbietu, stromo wznoszącego się od strony traktu na Paryż i ciągnącego się mniej więcej z zachodu na wschód. Sama wieś Montlhéry leżała w pewnym oddaleniu od zamku, w kierunku zachodnim, na północnym stoku. Na północ od grzbietu rozciągała się szeroka równina, określana mianem „Pola Łez”, zaś dalej w tym kierunku niewielkie wzniesienie, na którym rozwinęły się oddziały burgundzkie.

### Siły i szyki przeciwników

Francja w 1477 roku. W obrębie domeny królewskiej, na południe od Paryża, zaznaczono położenie Montlhéry

Liczebności armii Ludwika XI szacuje się na 8000, 12 000 lub 14 000 ludzi, w większości ciężkozbrojnej jazdy, z niezbyt dużą liczbą armat. Ustawiła się za zamkiem, wzdłuż północnego stoku grzbietu, częściowo u jego podnóża. Prawe skrzydło zajęła straż przednia, którą prowadził Brézé, mając pod swoją komendą oddziały z Normandii, wzmocnione częścią żołnierzy z hufca króla. W centrum stanął hufiec królewski (mający za sobą zamek), składający się głównie z kompanii ordynansowych, szkockiej gwardii Ludwika i rycerzy z Delfinatu. Dowodził nim osobiście Ludwik, mając do pomocy zaufanych dowódców: marszałka d’Armagnac, Jeana de Salazar i Robina Malortie. Lewe skrzydło, usytuowane w pobliżu wsi i traktu paryskiego, zajęła straż tylna pod komendą Maine’a.
Siły burgundzkie zostawiły oddziałom królewskim grzbiet Montlhéry. Ustawiły się około 1,5 kilometra od niego, na niezbyt wysokim wzniesieniu. Miały przewagę liczebną, sięgały bowiem około 18 000 lub 22 000 czy 25 000 ludzi. Rozwinęły się od traktu paryskiego po okolice wioski Longpont, położonej jakieś 1,5 kilometra na wschód od traktu. Składały się zarówno z jednostek najemnych, jak i oddziałów złożonych z lenników księcia Burgundii.
Lewą flankę zajmowały oddziały dowodzone przez hrabiego Saint-Pol, złożone z rycerstwa z Artois, Flandrii, Hainaut oraz Pikardii, uzupełnione przez pieszych łuczników, przybocznych Saint-Pola. W centrum ustawiono jazdę Antoniego, Wielkiego Bastarda Burgundii, wspieraną przez jego łuczników oraz barona Ravenstein. Natomiast na prawym skrzydle znalazły się oddziały pod bezpośrednim dowództwem hrabiego Charolais, jazda i łucznicy. Dodatkową osłonę dla burgundzkiego szyku stanowiła wysunięta linia łuczników, którzy przed sobą wbili zaostrzone żerdzie dla osłony przed kawalerią. Wśród nich usytuowano 500 najemnych Anglików. Obóz, położony w pobliżu lasu Séguiny, otoczono wozami, jego obronę wzmocniono także poprzez rowy i nasypy oraz dobrej jakości artylerię. W szeregach armii burgundzkiej znalazło się też 500 Szwajcarów, podesłanych przez księcia Jana Andegaweńskiego.
Mimo że grzbiet mógł stanowić dobrą pozycję obronną, wróg miał przewagę liczebną i nie wszystkim w szeregach wojsk królewskich można było ufać, Ludwik XI zamierzał atakować. Decydowały o tym względy prestiżowe (buntownicy stanęli mu na drodze do jego stolicy), mała liczba piechoty, która lepiej nadałaby się do bitwy obronnej, a także nadzieja na to, iż zwycięskie starcie przyniesie całkowity rozpad Ligi Dobra Publicznego i przekreśli aspiracje książąt Burgundii do dominowania w państwie. Ponadto król liczył, że sukces przyniesie mu współdziałanie załogi Paryża: w drodze do Montlhéry posłał okrężną drogą trzech heroldów do stolicy z rozkazem, by marszałek Rouault z częścią żołnierzy wyszedł z miasta i uderzył na przeciwnika od tyłu. Natarcie zaplanował jako stopniowe, wpierw miało uderzyć prawe skrzydło, potem centrum, a na końcu lewe – prawdopodobnie monarcha liczył na to, że Maine nie uchyli się od walki, jeśli zobaczy, że przewagę zdobywają siły królewskie.

### Przebieg

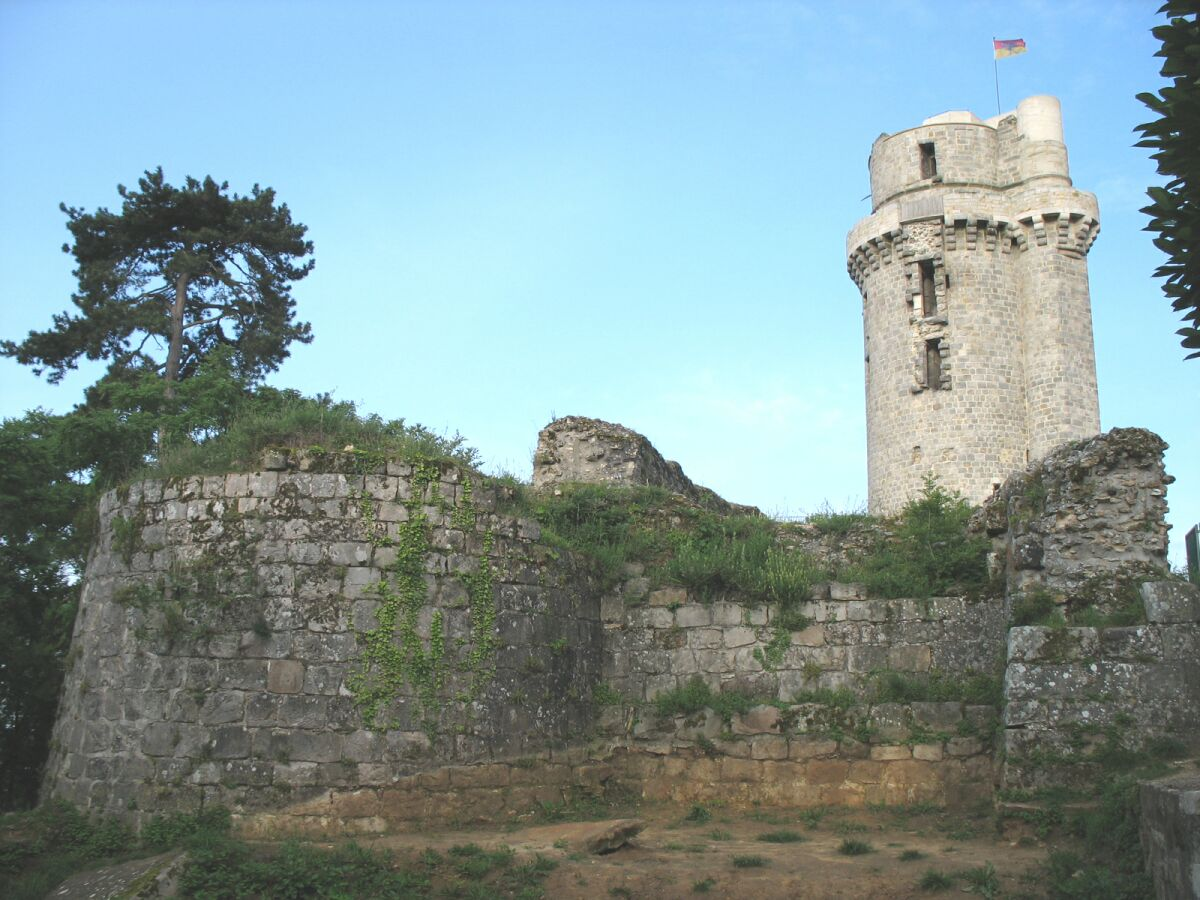
Ruiny zamku Montlhéry

Przez dłuższy czas żadna ze stron nie rozpoczynała walki. Charolais, mimo osobistej odwagi, nie miał większego doświadczenia wojennego i nie chciał zdecydować się na atak, natomiast król czekał do połowy popołudnia, zakładając, że o tej porze Rouault będzie już w pobliżu. By sprowokować wojska królewskie do ataku, Burgundczycy wysunęli przed linię łuczników część swojej artylerii – średnie działa, umieszczone na ruchomych lawetach, które można było szybko przygotować do walki. Rozpoczęły one ostrzał, początkowo zaskakujący dla żołnierzy Ludwika XI i łamiący ich szyki, które jednak szybko zostały uporządkowane. Ustawiona na zboczu, niezbyt liczna w porównaniu do burgundzkiej, artyleria króla odpowiedziała ogniem. Wpierw jej pociski przelatywały ponad głowami przeciwnika, dopiero po przesunięciu na lepszą pozycję, zaczęły zadawać też straty. Poza wymianą ognia z dział przez dłuższy czas żadna ze stron nie ruszyła, dochodziło tylko do pojedynków między zniecierpliwionymi rycerzami na równinie między obiema armiami.
W końcu około godziny drugiej po południu, Burgundczycy, którym bardziej doskwierał gorąc letniego dnia (stali w szyku już od siódmej rano), ruszyli do natarcia. Jako pierwszy miał uderzyć Saint-Pol, który dysponował najliczniejszymi siłami i miał dogodniejsze warunki terenowe (stał naprzeciw najłagodniejszej części grzbietu Montlhéry). Jego oddziały przemieszczały się naprzód po polach uprawnych z dużymi trudnościami. Po krótkiej przerwie, Saint-Pol posłał wpierw konnych kuszników, a następnie, poprzedzany przez pieszych łuczników, ruszył z jazdą w kierunku prawego skrzydła wojsk królewskich pod dowództwem Brézé, które znalazło się pod ostrzałem zarówno z dział, jak i kusz.
Gdy siły burgundzkie dotarły do środka doliny, Brézé zaczął się cofać, wjeżdżając ze swymi jeźdźcami na wzgórze. Saint-Pol przekonany, że królewscy żołnierze zaczynają uciekać, wysłał gońca do centrum z informacją o tym, w efekcie czego wielu rycerzy stamtąd ruszyło, by do niego dołączyć. Te niespodziewane posiłki wzmocniły liczebnie podkomendnych Saint-Pola, lecz jednocześnie zdezorganizowały ich szyki. Jednak Brézé nagle zawrócił i zaszarżował na wroga, szybko rozpraszając kuszników. Wobec tego burgundzka jazda, mająca przewagę liczebną, ostro ruszyła do przodu, tratując swoich pieszych, którzy ją poprzedzali. Podobny los spotkał angielskich łuczników, których rozproszyło rycerstwo z burgundzkiego centrum, tłumnie rzucające się do walki, by powstrzymać wrogie natarcie i nie dać się wyprzedzić ludziom Saint-Pola.
W starciu ciężkozbrojnej jazdy, które wówczas nastąpiło, szeregi Burgundczyków, pod naporem królewskich ludzi, zaczęły się chwiać. Mimo że Brézé zginął w tej walce, jego podkomendni rozbili skrzydło Saint-Pola. Burgundzcy rycerze rzucili się do ucieczki, ścigani przez Normandczyków. Kierowali się do obozu, lasu lub na trakt paryski. Część uciekinierów wpadła na śpieszących im z pomocą kolejnych jeźdźców z centrum, powiększając zamieszanie.
Widząc sukces na skrzydle i licząc na szybkie uderzenie z tyłu Rouaulta, Ludwik poprowadził do szarży swój hufiec. Uderzył na zmieszany środek burgundzkiego szyku i rozbił przeciwnika, który cofnął się w stronę obozu. W ślad za nimi rzuciło się wielu żądnych łupu podkomendnych króla, ale większość rycerzy z Delfinatu dowódcy utrzymali w szyku. Na polu bitwy z sił burgundzkich jako jedyne zorganizowane pozostały oddziały hrabiego Charolais, które ruszyły naprzód. Przeciw nim Ludwik skierował Maine’a, który miał związać przeciwnika walką od czoła, podczas gdy hufiec królewski zaatakowałby z flanki. Jednak oddział monarszego wuja, nim doszło do zwarcia, zawrócił i uciekł. W pogoń za nim ruszył sam Charolais z częścią rycerstwa, zaś reszta uderzyła w odsłonięty bok hufca królewskiego, niekompletnego, bowiem część ludzi plądrowała burgundzki tabor, chwytała jeńców lub eskortowała ich na tyły. Także niedobitki z oddziałów Saint-Pola i Bastarda ponownie wróciły do walki, nacierając na siły Ludwika od czoła. W obozie burgundzkim łucznicy i pachołkowie stawili zaciekły opór królewskim podkomendnym.
Bili się jak wściekłe, oszalałe psy – tak opisał ten moment starcia Giovanni Pietro Panigarola, ambasador Mediolanu, który obserwował batalię ze zbocza wzgórza. Zaciekłą i krwawą walkę toczył hufiec Ludwika, podczas gdy część jego podkomendnych dalej ścigała Burgundczyków lub toczyła walkę w obozowisku z ostro broniącymi się pieszymi przeciwnika. W trakcie zmagań pod królem ubito konia, przed wzięciem do niewoli lub zabiciem ocalili go przyboczni Szkoci. Mimo przewagi liczebnej Burgundczyków siły Ludwika utrzymały pozycję, ponosząc jednak znaczne straty, szczególnie wśród rycerzy z Delfinatu. Marszałek Rouault nie zjawił się na polu bitwy. W końcu przeciwnik dał za wygraną i zaczął wycofywać się do obozu. Osłabiony hufiec królewski, utrzymujący szyk z obawy przed nowym atakiem, również zaczął powoli cofać się z powrotem na grzbiet wzgórza. Dopiero teraz zaczęły do niego dołączać oddziały, które wracały z pościgu. Królewskie działa otworzyły ogień w kierunku przeciwnika, by utrudnić mu ewentualny atak. Ostatecznie, około godziny siódmej wieczorem, siły królewskie zajęły z powrotem pozycje wzdłuż wzniesienia.
Z pościgu powrócił także hrabia Charolais. Opodal wsi Montlhéry zaskoczył go widok oddziałów Ludwika, które nie zostały zwyciężone. Dowódcę burgundzkiej armii zaatakowała grupa królewskich podkomendnych, lecz zdołał się obronić do momentu przyjścia odsieczy. Następnie dołączył do sił, zebranych przez Bastarda i Saint-Pola, które zgromadziły się w obozie.

## Rezultat bitwy

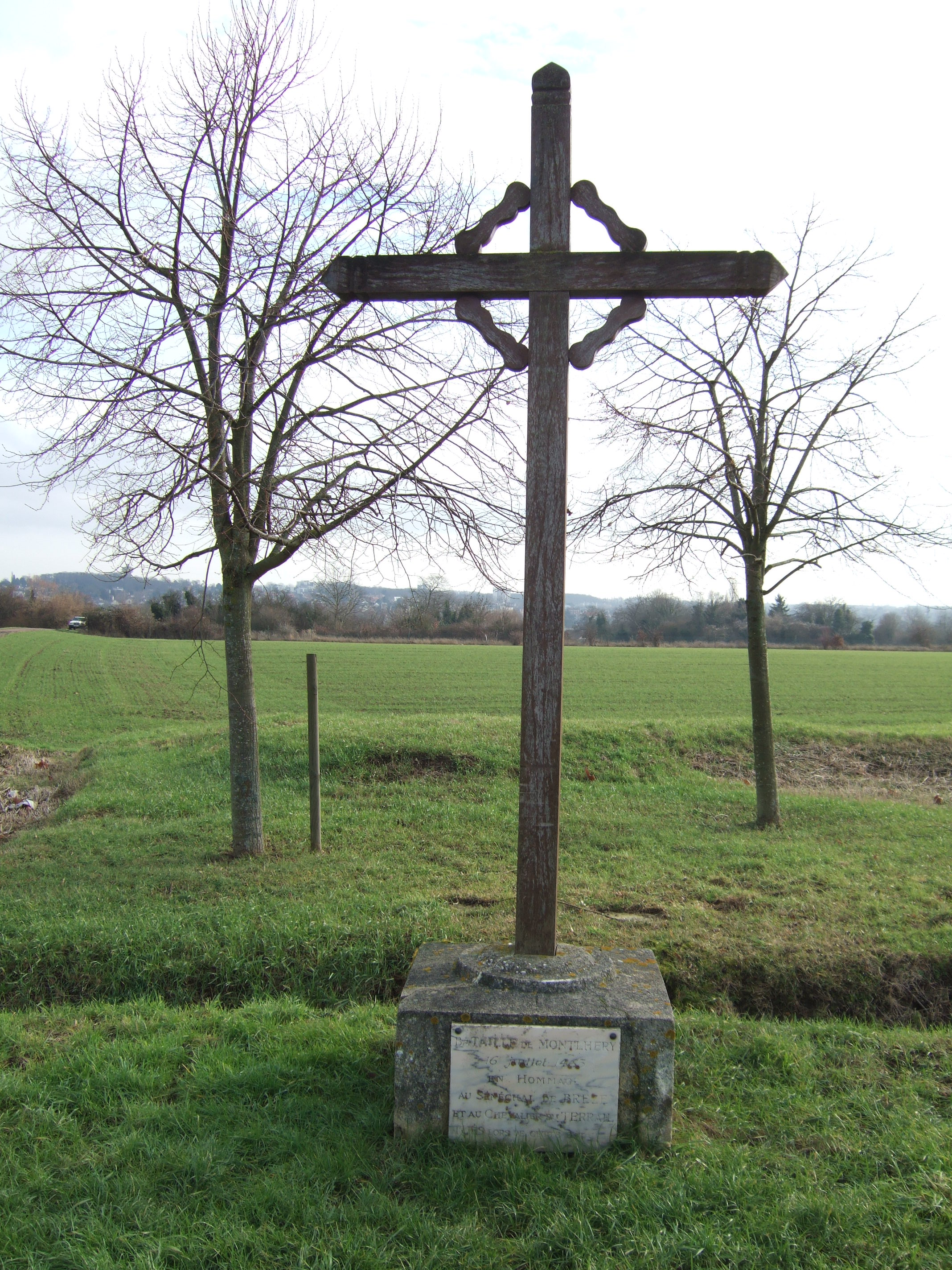
Longpont-sur-Orge, krzyż upamiętniający bitwę i poległych w niej Pierre’a de Brézé oraz kawalera du Terrail

Wyczerpane walką oddziały królewskie wieczorem 16 lipca ruszyły do Corbeil, miejscowości nad Sekwaną położonej o 16 kilometrów na wschód. Osłabione wojska burgundzkie nie były w stanie im przeszkodzić, ani też podjąć pościgu. Po noclegu w Corbeil Ludwik XI ruszył do Paryża, gdzie dotarł 18 lipca. Burgundczycy niedługo po bitwie połączyli się z armią bretońską w Etampes, a 31 lipca ruszyli w stronę stolicy. W ich kierunku maszerowały siły pozostałych buntowników. Ostatecznie wojska Ligi Dobra Publicznego stanęły pod Paryżem 21 sierpnia i rozpoczęły jego oblężenie. Przerywane rozejmami i negocjacjami, nie przynosiło rozstrzygnięcia wojny. Dopiero utrata, w końcu września, kontroli nad mającą wielkie znaczenie Normandią, zmusiła króla do zawarcia niekorzystnych dla niego układów z buntownikami w Conflans i Saint-Maur, które jednak spełniły tylko część żądań członków ligi.
Zwycięstwo pod Montlhéry przypisywały sobie obie strony. Na znak tego Charolais zatknął swój sztandar na pobojowisku, kontrolowanie zaś pola bitwy rankiem następnego dnia uzasadniało jego przekonanie o zwycięstwie. Natomiast król ogłaszał swój sukces w listach, jak tym wysłanym do Lyonu, gdzie podkreślał dwu- lub trzykrotną ucieczkę wroga, zadanie mu większych strat i pozostanie na placu boju aż do zachodu słońca. Na ogół przyjmuje się, że bitwa była nierozstrzygnięta, choć bywa też oceniana jako porażka Ludwika XI. Na pewno królowi nie udało się w walnej bitwie zakończyć buntu. Starcie można także ocenić jako taktyczny sukces Burgundczyków, którzy utrzymali pole bitwy, natomiast w wymiarze strategicznym przypisać zwycięstwo Ludwikowi XI z racji tego, że znacznie osłabił szeregi przeciwnika nim ten połączył się z Bretończykami oraz dotarł do Paryża, co wzmocniło obronę miasta.
Bitwa pod Montlhéry była przede wszystkim starciem kawalerii, które przyniosło wielkie straty obu stronom. W swoim liście Ludwik XI twierdził, że na jednego poległego z jego strony przypadło dziesięciu w szeregach Burgundczyków, ogółem ich straty szacował na 1400–1500 zabitych, nie licząc rycerzy, których zginęło lub odniosło rany przynajmniej 2000. Ponadto do niewoli z armii Charolais wzięto 200–300 jeńców.
Osobisty, mężny udział króla w walce był dla wielu współczesnych czynnikiem, który sprawił, że jego żołnierze wytrwali w walce. W opinii ambasadora Panigaroli jego zwycięstwo było bliskie, a zupełne pokonanie przeciwnika uniemożliwiła postawa du Maine’a. Zdaniem Paula Kendalla, autora biografii króla, nawet pomimo tego zdarzenia, gdyby Rouault przybył na pole bitwy, to wynik starcia byłby inny. Jak się okazało, marszałek nie wypełnił rozkazów wymarszu pod wpływem namiestnika Paryża, Charlesa de Melun, który uparł się, że obrona miasta jest zadaniem nadrzędnym dla garnizonu. Nie zmieniły tego wiadomości o uciekających spod Montlhéry Burgundczykach, marszałek wykonał jedynie wypad, który doprowadził do zajęcia mostu w Saint-Cloud, wskutek czego wzięto sporo jeńców i bogate łupy na uciekinierach z pola walki.
Postępowanie Maine’a w trakcie starcia bywa uznawane za zdradę, jednak jednoznaczna ocena tego zdarzenia jest sprawą dyskusyjną. Jako argument przeciw określeniu hrabiego zdrajcą wysuwa się fakt, że po bitwie przybył do Paryża ze swymi siłami, dołączając do króla, nie popadł także w niełaskę. Wedle pogłosek, które dotarły do Panigaroli, Maine wycofał się, bowiem otrzymał wiadomość o tym, iż król zginął w walce.
Jakkolwiek burgundzkie rycerstwo na niektórych odcinkach nie potrafiło stawić skutecznego oporu kompaniom ordynansowym, to ogółem w całej bitwie zdołało „trzymać w szachu” zawodowych żołnierzy spod królewskiego sztandaru. Jednak Charolais nie wykorzystał odpowiednio swojej przewagi liczebnej, jak również lepszej artylerii, ponadto zmarnował czas i siły na pościg za oddziałami Maine’a. Za znaczący wyróżnik starcia uznaje się użycie przez obie strony dział polowych, świadczących o wysokim poziomie technicznym i taktycznym tej broni we Francji. Walczący w bitwie w szeregach burgundzkich Phillipe de Commynes, podał, że udział Szwajcarów w bitwie (pierwszy raz walczących na terytorium Francji) i ich postawa odbiła się szerokim echem w kraju, umacniając reputację tych najemników.
Charles Oman dostrzegał w Montlhéry odejście od angielskiego wzoru toczenia bitew, w którym rycerstwo walczyło pieszo, wskazując na opis przedbitewnej narady po stronie burgundzkiej, pozostawiony przez Commynesa. Według niego pierwotnie przyjęto, że cała kawaleria zostanie spieszona, lecz rozkazy te zostały odwołane i ostatecznie tylko część rycerzy, wśród których był Philippe de Crèvecoeuer, wzięła udział w walce pieszo. Samo starcie Oman ocenił jako bardzo chaotyczne, w którym żadna ze stron, mimo rozbicia skrzydła przeciwnika, nie zdołała zdobyć ostatecznej przewagi. Jego zdaniem zarówno rozproszenie oddziałów, złożonych z niezdyscyplinowanej szlachty, do którego doszło w trakcie bitwy, jak i jej nierozstrzygnięty rezultat, wynikały z toczenia walki konno. Gdyby jedna ze stron zdecydowała się na przyjęcie postawy defensywnej i spieszyła swoją jazdę, to ostatecznym wynikiem starcia mogło być jej całkowite zniszczenie. Nie doszłoby również do takiego rozproszenia w pościgu czy ucieczce.
Jak się okazało, była to jedyna bitwa, w której walczyli bezpośrednio przeciw sobie Ludwik XI i Karol Śmiały. Drugi z nich, właśnie od Montlhéry zaczął bardziej interesować się sprawami wojskowymi, z przyjemnością widząc się w roli zwycięskiego wodza. W toczonych potem bitwach wykorzystywał jazdę tylko do walki konnej, jedynie wybranych oficerów spieszał, by kontrolowali oddziały łuczników. Natomiast Ludwik XI w ciągu następnych lat panowania nakazywał dowódcom swoich wojsk unikać walnych bitew.